# Cusance
Cusance è un comune francese di 88 abitanti situato nel dipartimento del Doubs nella regione della Borgogna-Franca Contea.

## Storia

### Simboli
Lo stemma riprende il blasone della famiglia de Cusance, dove l'aquila era raffigurata con becco e zampe di azzurro.

## Società

### Evoluzione demografica
Abitanti censiti